# ام‌وی ماهیری
ام‌وی ماهیری (به انگلیسی: MV Mahiri) یک کشتی بود که طول آن ۱۴۲ فوت ۲ اینچ (۴۳٫۳۳ متر) بود. این کشتی در سال ۱۹۴۴ ساخته شد.